# Jacob Appel
Jakob Christian Lindberg Appel (født 23. april 1866 på Rødding Højskole, død 31. december 1931 på Askov Nørregaard) var en dansk højskoleforstander og politiker for Venstre.
Appel var søn af højskoleforstander Cornelius Appel og dennes hustru Anne Kjerstine Lorentzen. Han blev 24. september 1891 gift i Vejen Kirke med højskolelærer Ingeborg Appel (26. juni 1868-1948), født Schrøder, med hvem han fik datteren Margrethe Sofie Charlotte Christiansen, der også blev højskolelærer.
Appel studerede matematik, fysik og kemi 1885-1890 og blev cand.mag. og blev 1890 ansat ved Askov Højskole, hvor han var forstander 1906-1928.
Jacob Appel satte sit præg på dansk skole- og kirkepolitik. Dette skete som minister, som medlem af statslige kommissioner og udvalg samt som formand for eller bestyrelsesmedlem i forskellige foreninger. Derimod var han aldrig medlem af Folketinget.
Han blev kultusminister (minister for kirke- og undervisningsvæsenet) 1910-1913, undervisningsminister 1920-1924 og kirkeminister 1922-1924. Han var medlem af adskillige skole- og kirkekommissioner.
Jacob Appel gennemførte de frisindede "appelske skolelove" i 1920-1924. Disse love sikrede, at hjemmetyskerne i Sønderjylland (dengang benævnt "De sønderjyske Landsdele") fik deres egne skoler.
Han var bl.a. repræsentant i Hedeselskabet, i bestyrelsen for Troldhede-Kolding-Vejen Jernbaneselskab, Foreningen for Højskoler og Landbrugsskoler, Foreningen Norden og H.C. Andersen Samfundet, formand for Den sønderjyske Fond og Skibelundforeningen.
Han blev Ridder af Dannebrog 1908, Kommandør af 2. grad 1912 og få dage før folketingsvalget i september 1920 blev han Kommandør af 1. grad af Dannebrog. Han var også Dannebrogsmand (1923).
1928 købte Appel Askov Nørregaard og flyttede fra højskolen til denne; kort efter blev han ramt af en hjerneblødning, som han kun delvis kom sig efter. Han døde 1931 og er begravet ved Askov Kirke.. Appel er portrætteret på Erik Henningsens gruppebillede fra Askov 1902 (Frederiksborgmuseet; kopi i Ribe Stiftsmuseum). Maleri af Ludvig Find 1926 (Askov Højskole). Tegning af Julie Marstrand.
- Foto af Karl Kristensen 1904
- Gravsten på Askov Kirkegård
- Mindesten i Skibelund Krat